# Antonio Resines
Antonio Cayetano Francisco de Sales Fernández Resines (Torrelavega, Cantabria; 7 de agosto de 1954), conocido como Antonio Resines, es un actor español de cine y televisión, principalmente, con diversas actuaciones en el teatro. Fue presidente de la Academia de las Artes y las Ciencias Cinematográficas de España (2015-2016) y ganador de un premio Goya a la mejor interpretación masculina protagonista.

## Biografía

### Primeros años
Nacido el 7 de agosto de 1954 en Torrelavega (Cantabria, España), es hijo de José Ramón Fernández Quevedo, abogado, y de Amalia Resines Ruiz de Rebolledo, ama de casa, siendo el segundo de cinco hermanos (María Teresa, Antonio, Ramón, Javier y Luis). Se trasladó a  Madrid donde estudió en el Colegio Marianista Santa María del Pilar los estudios desde infantil hasta Preuniversitario. Fue miembro del Movimiento Scout Católico y deportista destacado en rugby. Comenzó la carrera de Derecho en la Universidad Autónoma de Madrid en 1971, dejándola más tarde por la de Ciencias de la Información en la Universidad Complutense de Madrid, donde tuvo como compañeros de clase a Carlos Boyero y Fernando Trueba. Juntos decidieron rodar una película que supuso el debut del segundo: Ópera prima.

### Décadas de los 80 y de los 90
Aprovechando su aspecto de hombre corriente, decidió ganarse la vida trabajando para el cine y la televisión, interpretando generalmente al marido o al ex de —casi siempre— Verónica Forqué y Carmen Maura, con fidelidad a algunos directores como Manuel Iborra o el ya mencionado Trueba. Películas como El baile del pato (1989), Cómo ser mujer y no morir en el intento (Ana Belén, 1991) o Todos los hombres sois iguales (1994) son sintomáticas al respecto. También interviene en thrillers como Todo por la pasta (Enrique Urbizu, 1991).
En 1991 ganó su primer Fotogramas de Plata gracias a Eva y Adán, agencia matrimonial. Poco después presentó el programa Objetivo indiscreto al lado de Anabel Alonso, con la que volvió a coincidir en Los ladrones van a la oficina, en la que encarnó a un tabernero mudo en cuya cantina se reunían los ladrones más veteranos de Madrid.
En 1997 rodó tres películas con las cuales su carrera experimentó un giro. En La buena estrella (Ricardo Franco) el actor se puso en la piel de un cuarentón castrado que acogía a una mujer tuerta (Maribel Verdú) y embarazada, con la que llegaba a casarse y que años más tarde daba cobijo también a su exnovio enfermo (Jordi Mollà). En Carreteras secundarias (Emilio Martínez Lázaro), basada en la novela de Ignacio Martínez de Pisón, era un viudo cuyo hijo (Fernando Ramallo) no lograba aceptarlo. En El tiempo de la felicidad se convirtió en un cincuentón cuyo matrimonio se deshace en un verano en el que sus hijos (María Adánez, Silvia Abascal, Pepón Nieto y Carlos Fuentes) alcanzaron su llegada a la madurez.
Al año siguiente Antonio Resines ganó el premio Goya a la mejor interpretación masculina protagonista. Participó en La niña de tus ojos (1998), donde interpretó a un director de cine. Finalizó el año con la grabación de la serie A las once en casa, en compañía de Carmen Maura, Ana Obregón, Liberto Rabal, Beatriz Rico, Mary Carmen Ramírez, Unax Ugalde, Jorge Sanz y Alejo Sauras.

### Años 2000 a 2010
En 2001 Enrique Urbizu le llamó para encabezar el reparto de La caja 507, en la que Resines se transformaba en un hombre cuya hija era asesinada. Por esa época tuvo lugar la filmación de Marujas asesinas, donde era un hombre machista inaguantable, y Dos tipos duros, junto a Jordi Vilches. En 2002 apareció en el videoclip de la canción ¡Qué barbaridad! del cantante madrileño Jaime Urrutia.
En 2003 participa en la película dirigida por su amigo Jesús Bonilla El oro de Moscú. Ese mismo año empezó a emitirse Los Serrano, serie de comedia en la que Diego Serrano, protagonista de la serie interpretado por Resines se llevaba las manos literalmente a la cabeza al no entender en este orden de factores a su mujer más culta que él, a sus hijos adolescentes y, en último término, a un mundo que le venía demasiado ancho. La serie se convirtió en una de las series más importante y más vistas de la historia de España, con datos de audiencia descomunales, siendo la serie más vista del 2004. La serie terminó en 2008.
En 2005 regresó al drama con Otros días vendrán, en la que interpretó a un viudo cuyo hijo (Nacho Aldeguer) se había suicidado; a un ser sucumbido por el naufragio que opta por salir a flote aún a costa de fingir desconocer una terrible realidad, compartiendo reparto con Cecilia Roth y Fernando Guillén. Poco después el actor se fracturó la pierna como consecuencia de un accidente de moto, que le impidió participar en Alatriste. No obstante, a finales de año, tuvo la oportunidad de trabajar en otra cinta de época: La dama boba.
En 2009 se produjo su regreso al cine con Celda 211, de Daniel Monzón, en la que dio vida a Utrilla, un policía de la prisión donde se desencadena un motín en el sector de los FIES, y que le valió su tercera nominación a los premios Goya.
En 2010 debutó en México, en la telenovela Soledad, donde personifica a un padre malo que maltrata a su hija.

### De 2010 en adelante
El 19 de febrero de 2015, Resines asumió, en funciones, el cargo de presidente de la Academia de las Artes y las Ciencias Cinematográficas de España tras dimitir su predecesor, Enrique González Macho. El 9 de mayo de 2015 —al ser el único candidato en las elecciones—, la institución le ratificó como presidente en propiedad. El 13 de julio de 2016, Resines dimitió del cargo debido a desavenencias con parte de la Junta Directiva. Según el medio digital CTXT, estas desavenencias se habrían producido después de que Resines hubiera creado a espaldas de la Junta una Agrupación de Interés Económico para gestionar los patrocinios de los premios Goya.
En 2022 fue el pregonero de las Fiestas de San Isidro de Madrid y de las Fiestas de la Virgen Grande de Torrelavega, Cantabria.

## Polémicas

### Querellas contraCTXT
Después de que CTXT publicara en uno de sus artículos que Resines había creado la Agrupación de Interés Económico, el actor pidió al medio que borrara la noticia. Ante la negativa de este, Resines procedió a querellarse contra Revista Contexto S.L. (empresa del noticiario) por «injurias y lesiones a su honor». El caso fue sobreseído. En un juicio posterior, el periódico fue condenado a pagar 70.000 euros a Resines. La jueza del caso, si bien consideró que «la información [publicada] era veraz y que se contrastó con fuentes fiables y con documentos», el artículo fue redactado de manera «insidiosa y sesgada», a la luz del tuit de una internauta.

## Filmografía parcial
- Crónica de un instante (José Antonio Pangua, 1980)
- La mano negra (Fernando Colomo, 1980)
- Ópera prima (Fernando Trueba, 1980)
- Vecinos (Alberto Bermejo, 1981)
- La colmena (Mario Camus, 1982)
- Pares y nones (José Luis Cuerda, 1982)
- Sal gorda (Fernando Trueba, 1983)
- La línea del cielo (Fernando Colomo, 1983)
- Dos mejor que uno (Angel Llorente, 1984)
- La reina del mate (Fermín Cabal, 1984)
- Sé infiel y no mires con quién (Fernando Trueba, 1985)
- La vieja música (1985)
- Lulú de noche (Emilio Martínez Lázaro, 1986)
- Moros y cristianos (Luis García Berlanga, 1987)
- Luna de lobos (Julio Sánchez Valdés, guion de Julio Llamazares sobre su novela homónima, 1987)
- La vida alegre (Fernando Colomo, 1987)
- Amanece, que no es poco (José Luis Cuerda, 1988)
- Pasodoble (José Luis García Sánchez, 1988)
- Tu novia está loca (Enrique Urbizu, 1988)
- El baile del pato (Manuel Iborra, 1989)
- El vuelo de la paloma (José Luis García Sánchez, 1989)
- Cómo ser mujer y no morir en el intento (Ana Belén, 1991)
- Todo por la pasta (Enrique Urbizu, 1991)
- La marrana (José Luis Cuerda, 1992)
- Orquesta Club Virginia (Manuel Iborra, 1992)
- Acción mutante (Álex de la Iglesia, 1993)
- Todos los hombres sois iguales (Manuel Gómez Pereira, 1994)
- El cianuro ¿solo o con leche? (José Miguel Ganga, 1994)
- La ley de la frontera (Adolfo Aristarain, 1995)
- Boca a boca (Manuel Gómez Pereira, 1995)
- Tranvía a la Malvarrosa (José Luis García Sánchez, 1996)
- El tiempo de la felicidad (Manuel Iborra, 1997)
- Carreteras secundarias (Emilio Martínez Lázaro, 1997)
- La buena estrella (Ricardo Franco, 1997)
- La niña de tus ojos (Fernando Trueba, 1998)
- Una pareja perfecta (Francesc Betriu, 1998)
- Pídele cuentas al rey (José Antonio Quirós, 1999)
- El portero (Gonzalo Suárez, 2000)
- X  (Luis Marías, 2002)
- El embrujo de Shanghai (Fernando Trueba, 2002).
- Marujas asesinas (Javier Rebollo, 2002)
- Al sur de Granada (Fernando Colomo, 2002)
- El robo más grande jamás contado (Daniel Monzón, 2002)
- La caja 507 (Enrique Urbizu, 2002)
- Dos tipos duros (Juan Martínez Moreno, 2003)
- El oro de Moscú (Jesús Bonilla, 2003)
- Trileros (Antonio del Real, 2003)
- Besos de gato (Rafael Alcázar, 2003)
- Tánger (Juan Madrid, 2004)
- Otros días vendrán (Eduard Cortés, 2005)
- El mundo alrededor (Álex Calvo-Sotelo, 2005)
- La dama boba (Manuel Iborra, 2006)
- Celda 211 (Daniel Monzón, 2009).
- Fuga de cerebros (Fernando González Molina, 2009).
- Don Mendo Rock ¿La venganza? (José Luis García Sánchez, (2010).
- El sueño de Iván, (Roberto Santiago, 2011)
- Área de descanso, (Michael Aguiló, 2011)
- La daga de Rasputín (Jesús Bonilla, 2011)
- Due uomini, quattro donne e una mucca depressa (Anna Di Francisca, 2012)
- Ni pies ni cabeza, (Antonio del Real, 2012)
- Investigación policial (Daniel Aguirre, 2013).
- La reina de España (Fernando Trueba, 2016)
- Ola de crímenes (Gracia Querejeta, 2018)
- Miamor perdido (Emilio Martínez-Lázaro, 2018)
- Hacerse mayor y otros problemas (Clara Martínez-Lázaro, 2018)
- Si yo fuera rico (Álvaro Fernández Armero, 2019)
- La pequeña Suiza (Kepa Sojo, 2019)
- Orígenes secretos (David Galán Galindo, 2020)
- Hasta que la boda nos separe (Dani de la Orden, 2020)
- A todo tren. Destino Asturias (Santiago Segura, 2021)
- En temporada baja (David Marqués, 2023)
- Alimañas (Jordi Sánchez y Pep Anton Gómez, 2023)
- Matusalén (David Galán Galindo, 2024)
- Padre no hay más que uno 4 (Santiago Segura, 2024)
- Sole (Pedro Estepa Menéndez, 2024)
- Un lío de millones  (Susan Béjar,2024)
- Mikaela (Daniel Calparsoro, 2025)
- Un funeral de locos (Manuel Gómez Pereira, 2025)

Participó en la grabación del videoclip “Más alcohol” del dúo de rap español Natos y Waor y también en el de ¡Qué barbaridad! de Jaime Urrutia.

## Televisión

### Series de televisión
| Año        | Título                                   | Personaje              | Cadena      | Datos         |
| ---------- | ---------------------------------------- | ---------------------- | ----------- | ------------- |
| 1987       | Clase media                              | Santiago Requejo       | La 1        | 1 episodio    |
| 1990       | Eva y Adán: agencia matrimonial          | Bruno González         | La 1        | 20 episodios  |
| 1990       | La mujer de tu vida: La mujer inesperada | Jaime                  | La 1        | 1 episodio    |
| 1992       | Crónicas del mal                         | Jesús                  | La 1        | 1 episodio    |
| 1992       | Las chicas de hoy en día                 | Javier Delahorca       | La 1        | 4 episodios   |
| 1994       | La mujer de tu vida 2: La mujer vacía    | Álex                   | La 1        | 1 episodio    |
| 1993-1996  | Los ladrones van a la oficina            | Emilio Gómez "Smith"   | Antena 3    | 77 episodios  |
| 1994-1996  | Colegio Mayor                            | Luis Ramírez           | Telemadrid  | 34 episodios  |
| 1997       | La banda de Pérez                        | Sargento Pérez         | La 1        | 26 episodios  |
| 1998-1999  | A las once en casa                       | Ángel                  | La 1        | 65 episodios  |
| 1999       | Ellas son así                            |                        | Telecinco   | 1 episodio    |
| 1999       | Famosos y familia                        | Antonio Resines        | La 1        | 2 episodios   |
| 2000-2001  | Robles, investigador                     | Antonio Robles         | La 1        | 13 episodios  |
| 2002       | 7 vidas                                  | Pelayo                 | Telecinco   | 1 episodio    |
| 2003       | La vida de Rita                          | Ex marido de Rita      | La 1        | 1 episodio    |
| 2003-2008  | Los Serrano                              | Diego Serrano          | Telecinco   | 143 episodios |
| 2010; 2017 | ¿Qué fue de Jorge Sanz?                  | Él mismo               | Movistar+   | 5 episodios   |
| 2011       | Cheers                                   | Félix Simón de Aguirre | Telecinco   | 9 episodios   |
| 2012-2013  | Aída                                     | Él mismo               | Telecinco   | 2 episodios   |
| 2014       | Ciega a citas                            | Rafael                 | Cuatro      | 11 episodios  |
| 2015       | Aquí Paz y después Gloria                | Paco López/Ángel López | Telecinco   | 8 episodios   |
| 2016       | Cuéntame cómo pasó                       | Luis Olmedilla         | La 1        | 13 episodios  |
| 2017       | IFamily                                  | Curro                  | La 1        | 8 episodios   |
| 2018       | Paquita Salas                            | Él mismo               | Netflix     | 1 episodio    |
| 2019       | Mira lo que has hecho                    | Julio                  | #0          | 2 episodios   |
| 2020       | Benidorm                                 | Ximo                   | Antena 3    | 5 episodios   |
| 2021       | Deudas                                   | Él mismo               | La Sexta    | 1 episodio    |
| 2022-2023  | Sentimos las molestias                   | Rafael Müller          | Movistar+   | 12 episodios  |
| 2023       | 4 estrellas                              | Ricardo Lasierra       | La 1        | 13 episodios  |
| 2024       | Serrines, madera de actor                | Antonio Serrines       | Prime Video | 8 episodios   |
| 2024       | Atasco                                   | Marcial                | Prime Video | 4 episodios   |

### Programas de televisión
| Año       | Título                              | Función                                 | Cadena    |
| --------- | ----------------------------------- | --------------------------------------- | --------- |
| 1979      | Popgrama                            | Invitado                                | La 2      |
| 1989      | El séptimo cielo                    | Invitado                                | La 1      |
| 1992      | Objetivo indiscreto                 | Presentador                             | La 1      |
| 1999      | Vértigo                             | Presentador                             | La 1      |
| 2009      | Saturday Night Live                 | Invitado                                | Cuatro    |
| 2017-2022 | El hormiguero 3.0                   | Invitado (2017-2022) Colaborador (2019) | Antena 3  |
| 2018-2021 | La Resistencia                      | Colaborador                             | #0        |
| 2018-2019 | Ese programa del que usted me habla | Colaborador                             | La 2      |
| 2021      | La noche D                          | Colaborador                             | La 1      |
| 2021      | ¿Quién quiere ser millonario?       | Invitado                                | Antena 3  |
| 2022      | Planeta Calleja                     | Invitado                                | Cuatro    |
| 2022      | Las tres puertas                    | Invitado                                | La 1      |
| 2022      | Déjate querer                       | Invitado                                | Telecinco |
| 2022      | Joaquín, el novato                  | Invitado                                | Antena 3  |
| 2024      | ¡De viernes!                        | Invitado                                | Telecinco |
| 2024-2025 | La Revuelta                         | Colaborador                             | La 1      |

## Teatro
- 1989: Miles gloriosus, de Plauto, versión libre y dirección de José Luis Alonso de Santos, compartiendo el reparto con Maribel Verdú, en el Festival de Mérida.[13]
- 2012: Orquesta Club Virginia, adaptación de la película homónima de Manuel Iborra,[14] con vestuario de Lorenzo Caprile.[15]
- 2018: El funeral, escrita y dirigida por Manuel M. Velasco, compartiendo reparto con Concha Velasco.[16][17]

## Cómic

### Sargento Resines
Antonio es el protagonista de este tebeo de 2022 guionizado por David Galán Galindo, dibujado por Salva Espín y con prólogo de Álex de la Iglesia.

## Publicidad
- OS/2 (1994). Resines es un warper[19]
- Kia Shuma (1998)
- Legálitas (2006)
- Campaña de abonados de la Gimnástica de Torrelavega (2009)
- La Gula del Norte (2011)
- Krissia (2011)
- Ministerio de Energía. Gobierno de España (2015)
- Bnext (2019)
- MásMóvil (2020)
- ElPozo alimentación, edición 1954 (2020)

## Videojuegos
- Imperivm: La Guerra de las Galias (2002), doblaje de uno de los personajes.

## Premios y candidaturas
Premios Goya
| Año  | Categoría                                   | Película            | Resultado |
| ---- | ------------------------------------------- | ------------------- | --------- |
| 1997 | Mejor interpretación masculina protagonista | La buena estrella   | Ganador   |
| 1998 | Mejor interpretación masculina protagonista | La niña de tus ojos | Nominado  |
| 2009 | Mejor interpretación masculina de reparto   | Celda 211           | Nominado  |

Fotogramas de Plata
| Año  | Categoría                 | Trabajo                                                                                              | Resultado |
| ---- | ------------------------- | --- | --------- |
| 1985 | Mejor actor de cine       | Café, coca y puro Dos mejor que uno La reina del mate La vieja música Sé infiel y no mires con quién | Nominado  |
| 1990 | Mejor actor de televisión | Eva y Adán, agencia matrimonial                                                                      | Ganador   |
| 1997 | Mejor actor de cine       | Carreteras secundarias El tiempo de la felicidad La buena estrella Tranvía a la Malvarrosa           | Nominado  |
| 1998 | Mejor actor de cine       | Entre todas las mujeres La niña de tus ojos Una pareja perfecta                                      | Ganador   |
| 1998 | Mejor actor de televisión | A las once en casa                                                                                   | Nominado  |
| 2003 | Mejor actor de televisión | Los Serrano                                                                                          | Ganador   |

Medallas del Círculo de Escritores Cinematográficos
| Año  | Categoría              | Serie             | Resultado |
| ---- | ---------------------- | ----------------- | --------- |
| 1997 | Mejor actor            | La buena estrella | Ganador   |
| 2009 | Mejor actor secundario | Celda 211         | Nominado  |

Premios de la Academia de Televisión
| Año  | Categoría                      | Serie                  | Resultado |
| ---- | ------------------------------ | ---------------------- | --------- |
| 1998 | Mejor interpretación           | A las once en casa     | Ganador   |
| 2003 | Mejor interpretación masculina | Los Serrano            | Ganador   |
| 2022 | Mejor interpretación masculina | Sentimos las molestias | Nominado  |

Premios de la Unión de Actores
| Año  | Categoría                                       | Trabajo            | Resultado |
| ---- | ----------------------------------------------- | ------------------ | --------- |
| 1997 | Mejor interpretación protagonista de cine       | La buena estrella  | Nominado  |
| 1998 | Mejor interpretación protagonista de televisión | A las once en casa | Nominado  |
| 2003 | Mejor actor protagonista de televisión          | Los Serrano        | Nominado  |
| 2004 | Mejor actor protagonista de televisión          | Los Serrano        | Nominado  |

TP de Oro
| Año  | Categoría                 | Serie                           | Resultado |
| ---- | ------------------------- | ------------------------------- | --------- |
| 1990 | Mejor actor de televisión | Eva y Adán, Agencia Matrimonial | Nominado  |
| 2003 | Mejor actor de televisión | Los Serrano                     | Nominado  |

Otros premios
- Bronce al mejor actor de la Guía del Ocio de Madrid por Sé infiel y no mires con quién (1985).
- Premio Ondas al mejor actor (ex aequo con Jordi Mollà) por La buena estrella (1997).
- Premio del Festival Internacional de Cine de Mar del Plata al mejor actor (ex aequo con Jordi Mollà) por La buena estrella (1997).
- Premio del Festival de Cine Español de Málaga (Premio Ricardo Franco) (1999).
- Premio Zapping al mejor actor (mejor actor) por la serie Los Serrano (2004).
- Premio de Honor a la trayectoria en el Zoom Festival Europeo de Cine para Televisión de Igualada (2013).
- Medalla de Oro al mérito en las Bellas Artes (2020).[22]
- Placa en el paseo de la Torre de la Vega, en Torrelavega, Cantabria (2022).[23]